# 무코역
무코역(일본어: 武庫駅)은 일본 돗토리현 히노군 고후정에 위치한 서일본 여객철도 하쿠비 선의 철도역이다. 단선 승강장 1면 1선의 구조를 갖춘 지상역이다.

## 역 주변
- 국도 제181호선
- 국도 제183호선

## 역사
- 1961년 8월 23일 : 하쿠비 선의 네우 역 - 에비 역 사이에 신설 개업.
- 1987년 4월 1일 : 일본국유철도 분할 민영화에 의해, 서일본 여객철도가 승계.

## 인접 역
| 서일본 여객철도 하쿠비 선 | 서일본 여객철도 하쿠비 선 | 서일본 여객철도 하쿠비 선 |
| ------------------------- | ------------------------- | ------------------------- |
| 네우 오카야마 방면        | ■ 하쿠비 선               | 에비 호키다이센 방면      |